# Тацуја Ито
Тацуја Ито (јап. 伊藤 達哉; 26. јун 1997) јапански је фудбалер.

## Репрезентација
Са репрезентацијом Јапана наступао је на Копа Америка 2019.